# Granada de entrada SIMON
La SIMON es una granada de fusil israelí con trampa de bala, diseñada para derribar puertas y desarrollada por Rafael Advanced Defense Systems. Puede lanzarse desde la bocacha apagallamas de fusiles de asalto de 5,56 mm, como la carabina M4. 

## Descripción

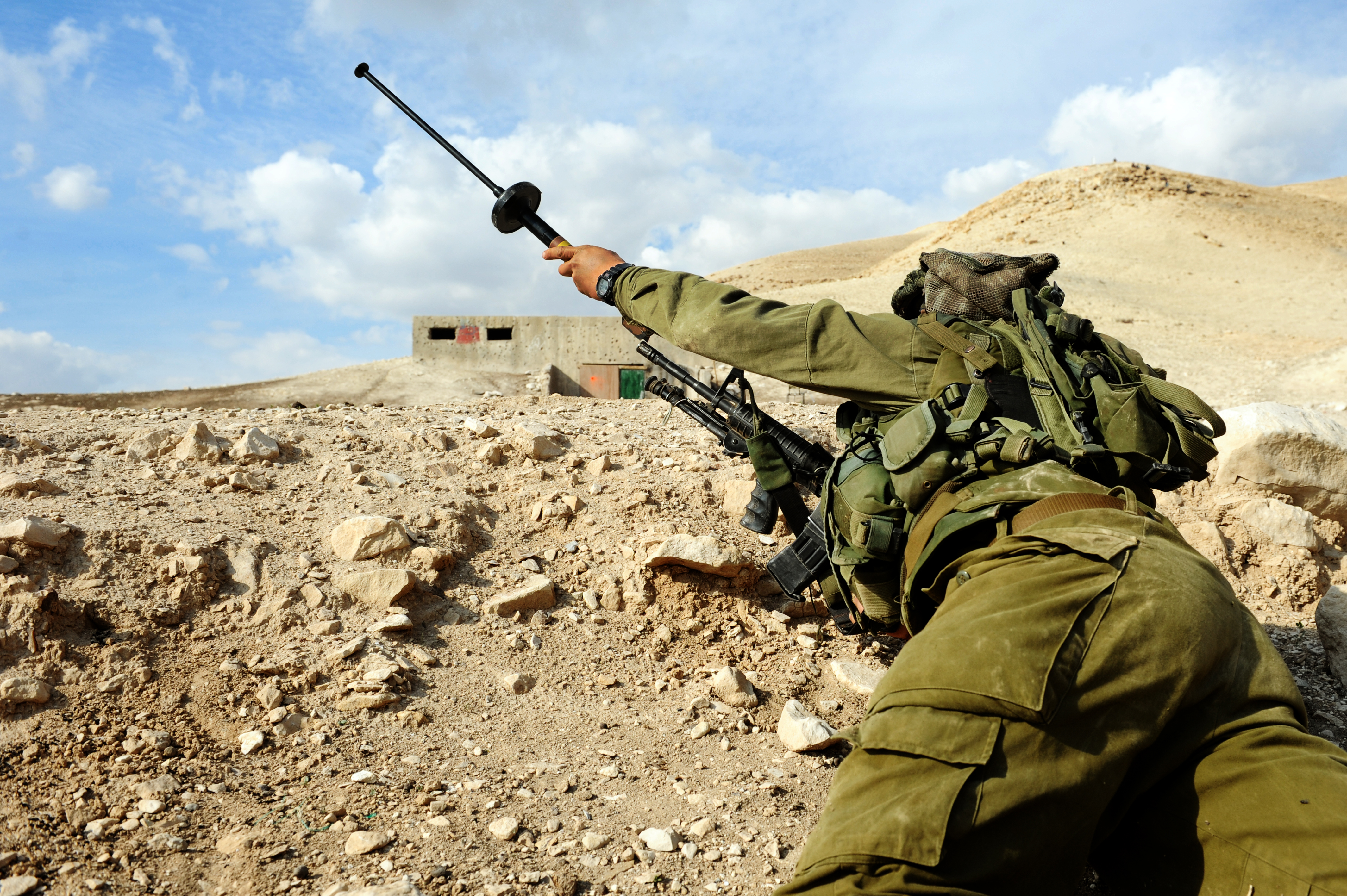
Soldado israelí cargando una SIMON en la bocacha apagallamas de su fusil.

El sistema consiste en una sección de cola con trampa de bala que se inserta en la bocacha apagallamas del fusil, una carga explosiva en la mitad y una espoleta telescópica. La granada es lanzada mediante el disparo de un cartucho estándar o trazador a un alcance máximo de 30 m y es detonada por el impacto de la espoleta telescópica contra la puerta que será derribada, cuya longitud permite que la onda expansiva afecte la mayor superficie posible de la puerta y evita la necesidad de disparar contra las bisagras o cerraduras.
También está disponible una versión que se acopla manualmente a la puerta, conocida como "SIMON estático".

## Usuarios
- Bélgica: Empleada por las Unidades Especiales de la Policía Federal belga, apoyadas por el GIGN francés, durante una incursión antiterrorista en Verviers.[3]
- Estados Unidos: Una variante de la SIMON 120 está en servicio con el Ejército de los Estados Unidos con la designación M100 Grenade Rifle Entry Munition (GREM). Los cambios hechos a la granada original incluían la espoleta y problemas de fiabilidad.[4] La granada inerte M101 GREM-Target Practice (GREM-TP) permite entrenar lanzamientos precisos sin riesgo de explosión. El sistema recibió un premio del Ejército estadounidense como uno de los diez mejores inventos de 2005.[5]
- Israel